# Eraclito (grammatico)
Eraclito (in greco antico: Ἡράκλειτος?, Eràkleitos; fl. I o IIin.? secolo) è stato un filologo greco antico.

## Problematiche biografiche
Grammatico, ma più propriamente da definirsi un "commentatore", o "allegorista", Eraclito è correntemente denominato "stoico" o "omerico" per distinguerlo da altri omonimi, il più celebre dei quali è il filosofo presocratico, peraltro attivo sei secoli prima.

In particolare, per la sua opera di esegeta di influenza stoica, il commentatore si attesta quale unico altro testimone e una delle due fonti antiche principali per gli studi moderni sulla allegoresi stoica, accanto alla ἐπιδρομή ("compendio": si tratta del "compendio di teologia greca") del (pressoché contemporaneo?) Lucio Anneo Cornuto.

La collocazione cronologica dello stesso Eraclito è invero incerta (e di densa problematicità), oscillando tra I secolo e inizio del II, così come resta nel complesso misteriosa la sua figura a causa di problemi irrisolvibili che essa pone per l'individuazione precisa della sua identità e l'analisi dell'opera per struttura, genere, fonti, la qualità asistematica del metodo allegorico malgrado il ricorrere puntuale di certi allegoremi omerici.

### Omonimi
Assumendo come fonte il lavoro di Demetrio di Magnesia (Poeti e prosatori che portavano lo stesso nome: Περὶ τῶν ὁμωνύμων ποιητῶν καὶ συγγραφέων), Diogene Laerzio, biografo tra gli altri di Eraclito di Efeso, cita altri quattro scrittori notevoli di nome Eraclito:
«Ci furono cinque Eraclito: il primo è questo del quale ho parlato; il secondo è un poeta lirico» (pressoché sconosciuto) «a cui è dovuto l'inno Dei dodici dèi; il terzo è un poeta elegiaco di Alicarnasso, rivolgendosi al quale Callimaco compose questa poesia»; «[...] Il quarto fu uno di Lesbo, che scrisse una Storia della Macedonia; il quinto fu uno che mescola il serio e il faceto» (ossia scrittore di σπουδογέλοιον, un genere avviato da Callimaco col giambo XIII), «che prima di fare questo era stato suonatore di cetra».
Diogene Laerzio non fa menzione né dello scrittore di paradossi (di incerta collocazione cronologica) che scrisse il Περὶ ἀπίστων, né dell'Eraclito (qui trattato) autore delle Questioni omeriche.
Resta peraltro assai curioso - e significativo - quest'ultimo particolare, che la tradizione antica non ricordi che in epoca relativamente tarda l’Eraclito “allegorista” o “grammatico”, ovvero non prima che in testi risalenti al XII secolo: i commentari all'Iliade e all'Odissea (παρεκβολαὶ εἰς τὴν Ὁμήρου Ἰλιάδα καὶ Ὀδυσσείαν) di Eustazio di Tessalonica e l’"Esegesi all’Iliade" di Giovanni Tzetzes, in cui inoltre si nota che le posizioni dei due critici si differenziano, dacché Eustazio si rannoda alla interpretazione tradizionale stoica che era stata di Eraclito mentre Tzetzes se ne diparte.
Addirittura, in seguito, tra la seconda metà del XIII secolo e l'inizio di quello successivo, Eraclito viene travisato con un altro omonimo, quel non meno «misterioso paradossografo autore del Περὶ Ἀπίστων», che Diogene Laerzio non aveva citato, e persino con il peripatetico eclettico Eraclide Pontico (in più, quest'ultima confusione perdura nella tradizione a stampa dalla princeps Aldina sino all'edizione Mehler della metà del XIX secolo).

## Il commentario
Eraclito tradizionalmente prende l'appellativo di "homericus" ("omerico") per esser noto quale autore di un commentario alle opere tramandate sotto l'attribuzione di Omero dal titolo in sé chiarificatore dell'argomento trattato: Ὁμηρικὰ προβλήματα εἰς ἅ περὶ ϑεῶν Ὅμηρος ἠλληγόρησεν, detto anche comunemente, senza tuttavia autorevoli fonti antiche a sostegno, Ἀλληγορίαι ὁμηρικαί.

### Eraclito e la definizione di allegoria
Il termine "ἀλληγορία" (allegorìa) non è il più antico che sia stato adoperato per indicare i significati non letterali o non direttamente percepibili (dei miti di Omero e dei testi letterari): tale definizione ne scalzò un'altra, ὑπόνοια (ypònoia), che suggeriva la connotazione del "senso sottostante", del "pensiero nascosto", del significato profondo o latente sotto il significato letterale: in favore di una più accurata specializzazione nel più unidirezionale "allegoria".
Si può pur con la dovuta cautela ritenere, grazie alle occorrenze testuali reperite in Filodemo di Gadara, in Plutarco (che esplicitamente nel suo De audiendis poetis registra il mutamento terminologico) e in Cicerone, che «il periodo di incubazione e affermazione del nuovo termine a spese dell’antico hyponoia» possa corrispondere con «l’età alessandrina e probabilmente con l’arco dei secoli III-II a.C.», mentre altri studiosi propendono per un consolidamento in età più tarda, il I sec. a.C.
Benché non sia stato il primo a fornirla e diffonderla, ad Eraclito si deve una delle definizioni chiare ed onnicomprensive di "allegoria": «Ora è forse indispensabile dare qualche breve e succinto ragguaglio sull'arte dell'allegoria: già praticamente lo stesso nome, veritiero quant'altri mai, ne indica il significato», dichiara Eraclito, e prosegue:

Ὁ γὰρ ἄλλα μὲν ἀγορεύων τρόπος, ἕτερα δὲ ὧν λέγει σημαίνων, ἐπωνύμως ἀλληγορία καλεῖται.

«Infatti è definita "allegoria" la tecnica espressiva di dire una cosa ("alla agoreuein") ma di intenderne un'altra».
È insomma l'ambiente "grammaticale", della scuola, a fornire il lessico specialistico e a diffonderlo: come testimoniano il commentario di Eraclito e il (coevo?) grammatico Trifone di Alessandria ma, ben prima e in maniera probabilmente decisiva, la scuola di Pergamo, mentre rilevante evoluzione concettuale è da evidenziare in Filodemo di Gadara, Demetrio Falereo, Cicerone e Quintiliano, 
nei quali ultimi si ritrova appunto la nozione di allegoria come «metafora continuata» o intreccio di metafore a costituire un organismo semantico complesso.

### Il titolo dell'opera
Gli editori moderni utilizzano generalmente il titolo comunemente tràdito, e che presenta l'opera nel codice Ambrosiano B 99 sup. (databile alla fine del XIII sec.), ossia: Ὁμηρικὰ προβλήματα εἰς ἅ περὶ ϑεῶν Ὅμηρος ἠλληγόρησεν; tuttavia, è da considerare che tale sintagma complesso ha più l'aspetto di una combinazione tra titolo e sottotitolo (o addirittura genere e titolo) con quest'ultimo teso a specificare il contenuto stesso dell'opera, ragion per cui si può assumere come titolo il «canonico» Ὁμηρικὰ προβλήματα.

### Tradizione, epitomi, scolii
Gli Ὁμηρικὰ προβλήματα hanno ricevuto una corposa trasmissione, costituita da nove manoscritti, che hanno tràdito l'opera in totale o parzialmente; inoltre già in tempi relativamente antichi era «inclusa in un corpus esegetico allegorico» insieme con (tra altro) le Quaestiones Homericae di Porfirio; il capitolo 34 fu epitomato, probabilmente in età protobizantina, e l'opera ripresa in «estratti o ‘scolî’» (in cui frequentemente «il testo eracliteo [...] è [...] spesso divergente da quello del resto della tradizione») posti -e tramandati- ai margini di parecchi manoscritti dell'Iliade e dell'Odissea.

### Quellenforschung,Quellenkritike lati oscuri
Le oscurità relative all'effettivo inquadramento cronologico di Eraclito si riflettono anche sul problema della ricerca delle fonti (Quellenforschung) su cui egli possa essersi basato o viceversa degli studi da cui il suo lavoro possa essere stato utilizzato, e su una loro perspicua investigazione critica (Quellenkritik). 
Paradigmatico in proposito è il rapporto fra il Commentario eracliteo e la su citata "Epidrome" di L.A. Cornuto: gli studiosi si sono infatti interrogati al proposito o hanno costruito teorie basandosi sulla filiazione (critica? pedissequa?) tra Eraclito e appunto Cornuto (quale scrittore dipendendo l'uno dall'altro?) oppure teorizzando una dipendenza da una fonte comune.
Andrea Filoni, occupandosi della «Quellenforschung della Epidrome di Cornuto», individua (in ciò corroborato anche, ma non solo, dalle ricerche in proposito di K. Reinhardt e di B. Schmidt -in forma parziale dal primo e completa dal secondo, ma dovendo comunque sottostare essi alle carenze di mezzi dell’epoca-) nel Περὶ θεῶν di Apollodoro di Atene «la fonte principale, anche se non unica» della "Epidrome".

Tra coloro che attingono a quest'ultima (Apollonio Sofista, Strabone, Porfirio), Filoni cita l’Eraclito «autore di un testo apologetico a favore di Omero», il cui caso è ulteriore dimostrazione delle difficoltà in cui si dibatte la critica al suo riguardo, compreso l'(irrisolvibile) impedimento costituito dalla dubbia collocazione cronologica (in più: prima o dopo Cornuto?) -«qui la Quellenforschung è stata particolarmente laboriosa», nota lo studioso-, il quale Eraclito dall’opera apollodorea pare riprendere generalmente «interpretazioni di epiteti» ma di fatto illuminando più di «Apollonio l’idea che Apollodoro ha di una divinità».
In particolare, secondo Filoni Eraclito «seguirebbe fondamentalmente un commentario omerico allegorico – ma di stampo razionalistico» -, sulla cui «base» il grammatico incastonerebbe materiali tratti «da un compendio di allegorie stoiche, messo a fuoco da Diels e Reinhardt, e appunto dal Περὶ θεῶν» di Apollodoro, «attinto direttamente».
Pontani nella sua puntuale analisi dei passi eraclitei individua man mano diverse fonti, tra cui le citate, e inoltre una comune al Περὶ τοῦ βίου καὶ τῆς ποιήσεως Ὁμήρου (noto anche come De Homero o De vita et poesi Homeri, citato) pseudoplutarcheo (e qui la questione si infittisce se si considera anche, con Hillgruber, che in alcuni casi Eraclito possa aver ripreso una fonte stoica alternativa rispetto a quella dello PseudoPlutarco, e che quest'ultimo, secondo l'ipotesi di Schrader riportata da Pontani, potrebbe essersi rifatto alle perdute Omerikai meletai di Plutarco), poi ancora il grammatico crateteo Erodico di Babilonia, oltre ad apporti originali di Eraclito stesso. Lo studioso puntualizza poi che per alcuni capitoli, come dimostrato da Hermann Diels, Eraclito ebbe a giovarsi di una «fonte di ispirazione stoica» «posteriore a Posidonio», «uno scritto di argomento omerico, forse un vero e proprio corpus di allegorie», che era già stato consultato e fruito, «indipendentemente», dagli autori di «altri testi a noi pervenuti, fra i quali senz'altro [anche qui] il De Homero dello Ps.Plutarco [...], il commento dello Ps.Probo alla VI Ecloga di Virgilio, e 
l'autore della fonte dell'Ἀνθολόγιον (Anthologion) di Stobeo»
Non di meno appunto Cratete è da considerarsi fonte di Eraclito, come dimostra la tradizione di sue lezioni e interpretazioni omeriche «attraverso gli scoli del corpus cosiddetto “esegetico”, i commentari di Eustazio e gli scritti di Porfirio e di Eraclito».

## Il metodo esegetico
Eraclito, che non si paluda in prima persona del titolo di filosofo o di Stoico, e spesso assume anzi un atteggiamento "eclettico", assume come procedimento esegetico l'allegoresi stoica (di qui anche l'origine della sua qualificazione alternativa di "stoico"), sicché «gli antichi racconti mitologici sugli dèi vengono interpretati come un travestimento allegorico dei principi della (fisica) stoica».
L’interpretazione dei testi omerici da parte dei critici di indirizzo esegetico stoico consisteva nel rintracciare in essi (o applicarvi convenientemente) significati allegorici e appunto Eraclito nel suo Commentario sottolinea che gli episodi narrati nei poemi omerici hanno significati ulteriori a quelli letterali che solo gli "iniziati" possono intendere: per esempio, la peste nel campo acheo, l'ira di Achille, la teomachia, il peculiare scudo forgiato da Efesto, le parentesi erotiche fra Ares e Afrodite ed altri sono in verità allegorie relative all'animo umano, al cosmo, agli elementi e ai principi che regolano il mondo.
Il procedimento mette dunque in condizione Eraclito di muoversi su una direttrice esegetica dinamica e complessa, nei due sensi attestati.
Una modalità esegetica da registrare è, infatti, quella «positiva» (tipica per esempio del "Compendio di teologia greca" di Cornuto), che riprendeva i poeti antichi a sostegno delle proprie dottrine, e comunque in entrambe le modalità sostenendo i valori della Grecia arcaica pagana contro la diffusione di culti «rivali, quali il giudaismo e il cristianesimo.»
L'alternativa, che ovvero sulla direttrice si muove nell'altro senso, è invece «di carattere 'difensivo'» (condiviso con lo Pseudo-Plutarco e Cratete di Mallo), «mirante a riabilitare la sapienza arcaica».
Con tale intento "difensivo" Eraclito innanzitutto tutela Omero dall'accusa di ἀσέβεια (empietà), ed enfatizza altresì la validità della figura di Omero stesso cui, nella sua ottica, assegna l'autorevolissimo compito e pregio di illuminare anche le più nascoste e inavvicinabili vie della conoscenza agli uomini, tanto da meritarsi il riconoscimento di «protos heuretes della sapienza/saggezza più arcaica» e di precursore delle elaborazioni concettuali e delle idee dei massimi filosofi posteriori (in ciò naturalmente discostandosi Eraclito dalla critica platonica), che sarebbero già state in nuce e in potenza nei poemi omerici.
Se dunque Cratete di Mallo, giunto a Roma dalla scuola di Pergamo nel II sec. a.C., seguendo la linea interpretativa etica piuttosto che formale della esegesi stoica attribuiva ad Omero «conoscenze scientifiche e filosofiche e una sapienza eccellente» e Cornuto nel suo "Compendio" di età neroniana offriva «una sintesi delle interpretazioni allegoriche stoiche degli dei del pantheon greco», affermando che «gli antichi [...] erano anche capaci di comprendere la natura del cosmo e ben portati ad esprimere verità filosofiche su di essa attraverso simboli ed enigmi», cosicché «compito del filosofo [risultava dunque essere] quello di interpretare [tali] simboli presenti nei poeti antichi ed anche nelle secolari tradizioni, rituali e figurative, disvelandone il contenuto razionale, la verità che essi trasmettono», una verità «di tipo fisico, dato l'immanentismo teologico stoico, ed etico», anche Eraclito, «approssimativamente contemporaneo di Dione [di Prusa], nelle sue "Allegorie omeriche" interpretava l'Iliade e l'Odissea in base al presupposto della profonda sapienza del poeta e della sua competenza in varie discipline, comprese quelle filosofiche, sia pure ante litteram».
L'esegesi allegorica, per gli studiosi che aderiscono a questa tendenza di pensiero e conoscitiva, si fa dunque ricerca filosofica e si avvicina «all'ambito misterico-religioso [...], sin dal VI sec. a.C., con l'interpretazione filosofica di Omero».
Anche lo stile si adegua a tale tensione difensiva, assumendo toni apologetico-omiletici piuttosto che razionali ed esplicativi.
Il mito, per Eraclito, assume così un valore «sapienziale»,
in quanto esso esprime, pur «in maniera criptica», conoscenze più profonde di quelle veicolate dall'interpretazione letterale e che necessitano di essere dunque decifrate.
Tale è l'impostazione ermeneutica di età tardo-antica, ripresa tra gli altri poi da Porfirio.

## Un'opera problematica ma pressoché unica
Il Commentario eracliteo nella valutazione degli studiosi emerge generalmente per complessità e problematicità di interpretazione, cui concorrono sia il genere ibrido e lo stile di scrittura dell'autore, retorico e artificioso e non sempre trasparente, non meno che le difficoltà della constitutio textus negli ardui rapporti dei "testimoni" e nell'esame del loro valore.

Tuttavia, particolare rilievo è ad esso conferito dal risultare, insieme con un'altra opera problematica (il citato De Homero dello Ps. Plutarco) e con l'"Antro delle Ninfe" di Porfirio, «l'unico» trattato antico di critica omerica ad esser pervenuto alla modernità «(quasi) integro» e «per tradizione diretta».

## Opere
- Eraclito, Questioni omeriche. Sulle allegorie di Omero in merito agli dei, a cura di Filippomaria Pontani, Pisa, ETS, 2005, ISBN 9788846712028. URL consultato il 26 gennaio 2024.